# Ateny (gmina)
Ateny (gr. Δήμος Αθηναίων, Dimos Atineon) – gmina w Grecji, w administracji zdecentralizowanej Attyka, w regionie Attyka, w jednostce regionalnej Ateny-Sektor Centralny. Siedzibą i jedynym miastem gminy są Ateny. W 2011 roku liczyła 664 046 mieszkańców.